# 布萊克傑克 (北卡羅萊納州)
布萊克傑克（英語：Black Jack）是位於美國北卡羅萊納州皮特縣的非建制地區。

## 歷史
布萊克傑克的郵局於1882年設立，其後於1907年停運。

## 地理
布萊克傑克所處的海拔為高於海平面14米（即46英呎），而該地所採用的時區為UTC-5，即北美东部时区（EST）。同時該地設有夏令時間，為UTC-5調快一小時，即UTC-4（EDT）。